# Solar mamas
|  | Denne artikel er oprettet af botten PalnaBot ud fra en ekstern database. Den kan derfor have sproglige fejl eller mangler. Denne skabelon kan fjernes efter kontrol af indholdet. |

Kvinder med power er en dokumentarfilm fra 2013 instrueret af Jehane Noujaim, Mona Eldaief.

## Handling
Rafea er en kvinde fra en fattig by i Jordan, som bliver tilbudt at rejse til Indien og lære at installere solpaneler på Barefoot College. For Rafea er det en stor chance, men rejsen vil samtidig have store konsekvenser for hende og hendes familie. Hun er mor til fire og gift med en mand, der ikke billiger at hun skal dygtiggøre sig. I Indien viser det sig hurtigt, at Rafea er en af de dygtigste elever på skolen, men midtvejs i forløbet bliver hun ringet op fra Jordan. Hendes mand truer med at lade sig skille og tage børnene fra hende, og det får hende til at vende tilbage til Jordan, hvor hun får overbevist sin mand om, at hun skal tilbage til Indien. Filmen følger den personlige forvandling Rafea gennemgår, fra hun tager væk fra sin familie og landsby for første gang, til hun kommer hjem igen med helt nye færdigheder.